# Pere Rossell

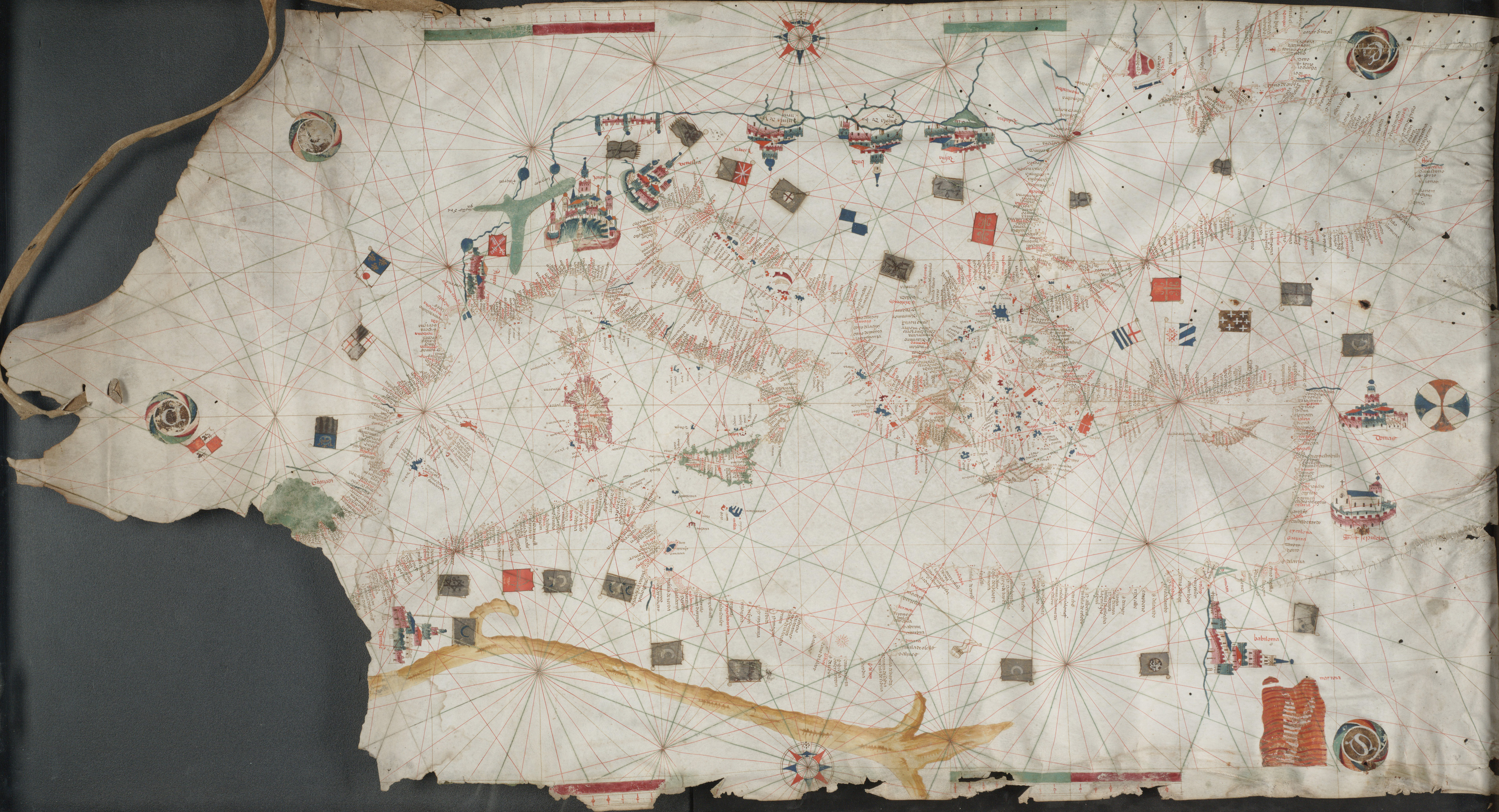
Carta nautica anònima del taller de Pere Rossell, a la Beinecke Rare Book and Manuscript Library de la Universitat Yale

Pere Rossell, Mallorca, s. XV, cartògraf actiu, com a mínim, des de 1446 fins a 1489 és el cartògraf medieval mallorquí del qual es conserven més cartes, totes elles signades a Mallorca, així mateix se n'hi atribueixen algunes d'anònimes i el mapamundi Estense, el segon mapamundi en importància de l'escola mallorquina, després de l'Atles Català i l'únic conservat en forma circular.
A la seva primera carta de 1447, informa que està feta en l'art del genovès Batista Becario, del qual també havia incorporat diversos aspectes Gabriel Vallseca, això va fer dubtar d'un possible origen italià, actualment descartat. Així mateix fou el mestre d'Arnau Domènech.
Segueix les convencions cartogràfiques i decoratives de la cartografia mallorquina i la llengua dels seus mapes és el català.

## Obra
Cartes signades:
- Carta de 1447 a la Biblioteca Guarnacci de Volterra, àrea mediterrània i atlàntica.
- Carta de 1449 a la Badisches Landesmuseum Karlsruhe àrea mediterrània
- Carta de 1456 a la Newberry Library de Chicago, àrea mediterrània i atlàntica.
- Carta de 1462 a la Biblioteca Nacional de França (Rés. Ge. C5090), àrea mediterrània i atlàntica.
- Carta de 1464 al Germanisches Nationalmuseum de Nuremberg, àrea mediterrània i atlàntica.
- Carta de 1465 al Museu Britànic, (Eg. 2712), àrea mediterrània i atlàntica.
- Carta de 1466 a la Biblioteca del Príncep Corsini, de Florència, àrea mediterrània i atlàntica.
- Carta de 1468 a la Hispanic Society de Nova York, (K 35), àrea mediterrània i atlàntica.

Mapes anònims atribuïts:
- Mapamundi circular s/d, aprox. 1450-60, a la Biblioteca Estense de Mòdena (C.G.A. 1), Mapamundi complet (Europa, Àfrica i Àsia, àrea ecumènica).
- Carta s/d, aprox. 1466 a la Biblioteca Nacional de França (Rés. Ge. C5096), àrea mediterrània occidental i atlàntica.
- Carta s/d, aprox. 1483 a la Biblioteca Nacional de França (Rés. Ge. C15118), àrea mediterrània.
- Carta de 1487, a l'Arxiu d'Estat de Florència, àrea mediterrània i atlàntica.
- Carta s/d, a la Biblioteca Estense de Mòdena (C.G.A. 5b), àrea mediterrània i atlàntica.
- Carta s/d, a la Beinecke Rare Book and Manuscript Library, Universitat Yale de New Haven, àrea mediterrània i atlàntica. Als anys 20 es trobava a la Ludwig Rosental de Múnic.

## Reconeixements
Al sud-oest de l'illa de Formentera una muntanya submergida porta el seu nom.